# Heinz-Wilhelm Fölster

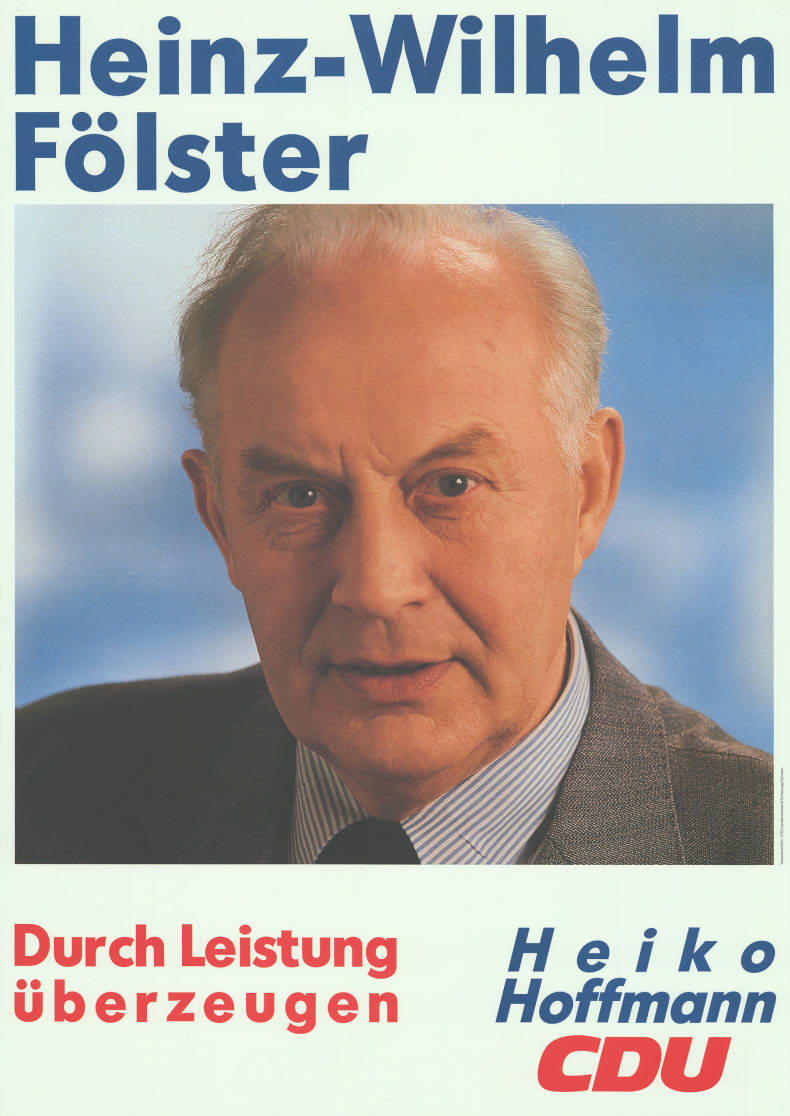
Kandidatenplakat zur Landtagswahl in Schleswig-Holstein 1988

Heinz-Wilhelm ‚Hajo‘ Fölster (* 22. März 1925 in Willenscharen; † 22. Dezember 2012 in Aukrug) war ein deutscher Bauer und Politiker (CDU). Von 1967 bis 1988 war er Mitglied des Landtags von Schleswig-Holstein. Uta Fölster, ehemalige Präsidentin des Schleswig-Holsteinischen Oberlandesgerichtes, ist seine Tochter.

## Leben
Fölster, geboren in Willenscharen in Holstein, besuchte die Oberschule in Neumünster. Nach dem Abitur absolvierte er eine
landwirtschaftliche Lehrausbildung und legte später die Meisterprüfung ab. Am 10. Januar 1943 beantragte er die Aufnahme in die NSDAP und wurde zum 20. April desselben Jahres aufgenommen (Mitgliedsnummer 9.448.006). Er war in seiner politischen Laufbahn Kreistagsabgeordneter, Kreisvorsitzender des Bauernverbandes und stellvertretender Kreisvorsitzender der CDU Rendsburg-Eckernförde. Vom 29. September 1972 bis 2. Oktober 1987 war er parlamentarischer Vertreter des Ministers für Ernährung, Landwirtschaft und Forsten. Heinz-Wilhelm Fölster war evangelisch, verheiratet, hatte vier Kinder und lebte und starb in Aukrug in Holstein.

## Ehrungen
Im Jahr 1983 erhielt er das Bundesverdienstkreuz 1. Klasse. Die Gemeinde Aukrug verlieh ihm die Ehrenbürgerschaft, der Bauernverband Schleswig-Holstein 1989 die Goldene Ehrennadel.